# Panellinios Athen
Panellinios Athen (griechisch Πανελλήνιος) ist ein griechischer Sportverein aus dem östlich des Stadtzentrums befindlichen Athener Stadtbezirk Kipseli.
Im Jahr 1891 gegründet gehört Panellinios zu den geschichtsträchtigsten Vereinen Griechenlands und hat eine Reihe von nationalen Erfolgen und Auszeichnungen vorzuweisen. Neben einer Basketballabteilung verfügt der Verein unter anderem über eine Handball-, Volleyball- sowie Leichtathletikabteilung.

## Basketball

### Geschichte
Die Basketballabteilung von Panellinios wurde 1929 gegründet. Gleich im ersten Jahr gelang dem noch jungen Team das Kunststück, die griechische Meisterschaft für sich zu entscheiden. In den folgenden Jahren und bis zum Zweiten Weltkrieg gehörte Panellinios zu den besten Adressen im griechischen Basketball. Neben den zwei Meisterschaften 1939 und 1940 spiegelte sich dies auch im zweiten Platz von 1935 wider.
Auch nach dem Ende des Zweiten Weltkrieges konnte der Verein an seine alten Erfolge anknüpfen. Im Zeitraum von 1946 bis 1960 konnte Panellinios 1953, 1955 und 1957 abermals die griechische Meisterschaft gewinnen sowie drei zweite und drei dritte Plätze belegen. Die Meisterschaft von 1957 wurde dabei in einem Entscheidungsspiel vergeben. Panellinios lag punktgleich mit Olympiakos Piräus am Ende der Saison auf dem ersten Tabellenplatz. Das alles entscheidende Spiel gewann Panellinios schließlich, trotz Verletzungssorgen, mit 62:60.
Die Spieler dieser "Goldenen Mannschaft" bildeten zu diesem Zeitpunkt das Rückgrat der griechischen Nationalmannschaft, die unter anderem bei den Olympischen Spielen in Helsinki vertreten war.
In den folgenden Jahren konnte Panellinios zwar regelmäßig am Ende der Saison unter den besten Mannschaften landen - für eine Meisterschaft sollte es jedoch bis heute nie wieder reichen. Den Tiefpunkt markierte die Saison 1985/1986. Zum ersten Mal in der Geschichte stieg der Verein in die A2 Liga ab. Zwar stieg man im kommenden Jahr sofort wieder auf, musste aber nach einer weiteren Saison 1988 wieder den Gang in die Zweitklassigkeit antreten. Dieser Zustand hielt bis 2004 an als der Verein, unter neuer Führung, wieder den Aufstieg schaffte.
Nachdem der Verein bereits in der Saison 2010/2011 Athen verließ um seine Heimspiele in Lamia auszutragen, zog Panellinios im Sommer 2011 nach Thessaloniki.

### Titel
- Griechischer Meister (6×): 1929, 1939, 1940, 1953, 1955, 1957

### Bedeutende ehemalige Spieler
- Roderick Blackney
- Jan-Hendrik Jagla
- Andreas Glyniadakis
- Anthony Goldwire
- Giorgos Kalaitzis
- Michalis Pelekanos
- Montenegro Vlado Šćepanović
- Steven Smith
- Vasilios Xanthopoulos

## Handball

### Titel
- Griechischer Meister: 2000, 2002, 2004, 2006, 2007

### Bekannte ehemalige Spieler
- Alexandros Alvanos
- Georgios Chalkidis
- Savas Karipidis

## Volleyball

### Geschichte
Panellinios ist in die griechische Volleyballgeschichte als der Verein eingegangen, welcher die erste griechische Meisterschaft im Jahr 1936 für sich entscheiden konnte. Bemerkenswert ist auch die Tatsache, dass Panellinios sechs der ersten sieben ausgetragenen Meisterschaften für sich entscheiden konnte.

### Titel
- Griechischer Meister
  - Männer (6×): 1936, 1937, 1939, 1940, 1944, 1961
  - Frauen (2×): 2001, 2002